# UFO (phim 2018)
UFO là một bộ phim khoa học viễn tưởng của Mỹ năm 2018 do Ryan Eslinger viết kịch bản và đạo diễn, với sự tham gia diễn xuất của Gillian Anderson và Alex Sharp. Câu chuyện trong phim tập trung vào nỗ lực của chàng sinh viên đại học Derek Echevaro nhằm chứng minh sự tồn tại của người ngoài hành tinh cùng với sự trợ giúp tận tình từ cô bạn gái mới quen Natalie và vị giáo sư toán học là Tiến sĩ Hendricks.

## Cốt truyện
Derek Echevaro (do Alex Sharp đóng) tin rằng hồi còn trẻ đã có lần anh được tận mắt chứng kiến một UFO xuất hiện ngay giữa không trung rồi biến mất tăm hơi. Vài năm sau, một sự kiện UFO xảy ra tại sân bay quốc tế Cincinnati vào năm 2017 đã thúc giục anh đi tìm mọi cách chứng minh sự tồn tại của UFO có nguồn gốc ngoài Trái Đất. Echevaro thấy mình bị những thông điệp này cuốn hút, đặc biệt là sau khi anh phát hiện ra sự mâu thuẫn giữa tuyên bố của ban quản lý sân bay ngay sau sự kiện và một thời gian sau đó. Dựa trên thông tin có sẵn, Echevaro ước tính kích thước của vật thể và góc mà kiểm soát viên có thể nhìn thấy, và sau khi tiếp nhận được hồ sơ các cuộc trò chuyện với phi công từ Darknet, anh tình cờ phát hiện ra một thông điệp được mã hóa. Trong quá trình giải mã từ khi bước chân vào đại học, anh ra sức tìm kiếm sự trợ giúp từ cô bạn gái của mình tên là Natalie (do Ella Purnell đóng), và giáo sư toán học Tiến sĩ Hendricks (do Gillian Anderson đóng). Song song đó, một nhóm đặc vụ FBI dưới sự chỉ đạo của Franklin Als (do David Strathairn đóng) đang tiến hành cuộc điều tra riêng của họ đồng thời ngăn cản hành trình giải mã thông tin mật về UFO của nhóm Echevaro.

## Diễn viên
- Alex Sharp vào vai Derek Echevaro
- Gillian Anderson vào vai Tiến sĩ Hendricks
- Ella Purnell vào vai Natalie
- David Strathairn vào vai Franklin Ahls
- Benjamin Beatty vào vai Lee
- Cece Abbey vào vai Cecelia Abbey (Young Girl)
- Ken Early vào vai Dave Ellison
- Brian Bowman vào vai Roland Junger

## Phát hành
Bộ phim này được phát hành trực tiếp dưới dạng video vào ngày 4 tháng 9 năm 2018. Sony đã cho tung một đoạn trailer vào "Ngày UFO". Bộ phim từng được mô tả là đi sâu vào "mảng toán học thiên về điều hướng vũ trụ". Nigel Watson của Starburst đã chấm cho phim này 5/10 sao cho biết rằng "hết thảy đều có trong phim Close Encounters of the Third Kind của Spielberg, UFO giúp thúc đẩy nghiên cứu sâu hơn về hằng số cấu trúc tinh tế nhằm giúp chúng ta vượt qua hệ thống thứ bậc của các nền văn minh và điều đó càng tốt hơn hết".